# Australia (canção de Manic Street Preachers)
"Australia" é uma canção da banda britânica de rock Manic Street Preachers, lançada em dezembro de 1996 como o quarto e último single do álbum Everything Must Go, lançado no mesmo ano.
A música foi escrita pelos três membros da banda, com letra de Nicky Wire. A canção faz uma metáfora de fuga para o escape emocional do baixista com a perda do ex-guitarrista do grupo Richey Edwards.
A música alcançou a 7ª posição na UK charts e permaneceu por nove semanas nas paradas. Com a música, Everything Must Go tornou-se o único disco da banda cujos singles ficaram entre as dez músicas mais executadas no Reino Unido.
Em 2011, a NME incluiu "Australia" na lista "150 Best Tracks of the Past 15 Years".

## Faixas
| CD 1 |                                                              |                |         |  |
| N.º  | Título                                                       | Compositor(es) | Duração |  |
| 1.   | "Australia" (Radio edit)                                     |                | 3:41    |  |
| 2.   | "Velocity Girl" (orig. de Primal Scream)                     |                | 1:41    |  |
| 3.   | "Take the Skinheads Bowling" (orig. de Camper Van Beethoven) |                | 2:42    |  |
| 4.   | "Can't Take My Eyes Off You" (orig. de Frankie Valli)        |                | 3:12    |  |

| CD 2 |                                                             |                |         |  |
| N.º  | Título                                                      | Compositor(es) | Duração |  |
| 1.   | "Australia" (Radio edit)                                    |                | 3:41    |  |
| 2.   | "Australia (Lionrock Remix)"                                |                | 5:57    |  |
| 3.   | "Motorcycle Emptiness (Stealth Sonic Orchestra Remix)"      |                | 6:15    |  |
| 4.   | "Motorcycle Emptiness (Stealth Sonic Orchestra Soundtrack)" |                | 6:20    |  |

| Cassete/7' jukebox vinil |                            |                |         |  |
| N.º                      | Título                     | Compositor(es) | Duração |  |
| 1.                       | "Australia" (Radio edit)   |                | 3:41    |  |
| 2.                       | "A Design for Life (Live)" |                |         |  |

## Paradas
| Parada (1996)    | Melhor posição |
| ---------------- | -------------- |
| UK Singles Chart | 7              |

## Ficha técnica
- James Dean Bradfield - vocais, guitarra
- Nicky Wire - baixo
- Sean Moore - bateria